# 約翰·克拉克森
約翰·吉布森·克拉克森（英語：John Gibson Clarkson，1861年7月1日—1909年2月4日）曾是美國職棒大聯盟的右投，活躍於1882年至1894年。克拉克森出生於麻薩諸塞州劍橋，先後效力過烏斯特紅腿隊（1882年）、芝加哥白長襪隊（1884年–1887年）、波士頓食豆人隊（1888年–1892年）、克里夫蘭蜘蛛隊（1892年–1894年）。
1963年，他被選為棒球名人堂成員。

## 外部連結
- 球員資訊和成績在MLB，Baseball-Reference，Baseball-Reference (Minors)（英文）
- New York Times Obituary for Clarkson
- BaseballLibrary.com Profile
- Top 100 Cubbies Site Profile of Clarkson （页面存档备份，存于）
- 19th Century Baseball Site Profile of Clarkson （页面存档备份，存于）
- 在Find a Grave上的約翰·克拉克森

| 前任： 山姆·金博 | 無安打比賽投手 1885年7月27日 | 繼任： 查里·佛古森 |
| 前任： 提姆·基弗 | 國家聯盟投手三冠王 1889年    | 繼任： 阿莫斯·魯西 |